# Zeldenrust (Dokkum)
Dokkum – wiatrak w miejscowości Dokkum, w gminie Dongeradeel, w prowincji Fryzja, w Holandii. Młyn został wzniesiony w 1862 r. na miejscu dawnego młyna, zniszczonego rok wcześniej przez pożar. Był restaurowany w latach 1968-1969 i 1995. Ma on trzy piętra, przy czym powstał na czteropiętrowej bazie. Jego śmigła mają rozpiętość 22,00 m.